# Gewöhnlicher Löwenzahn

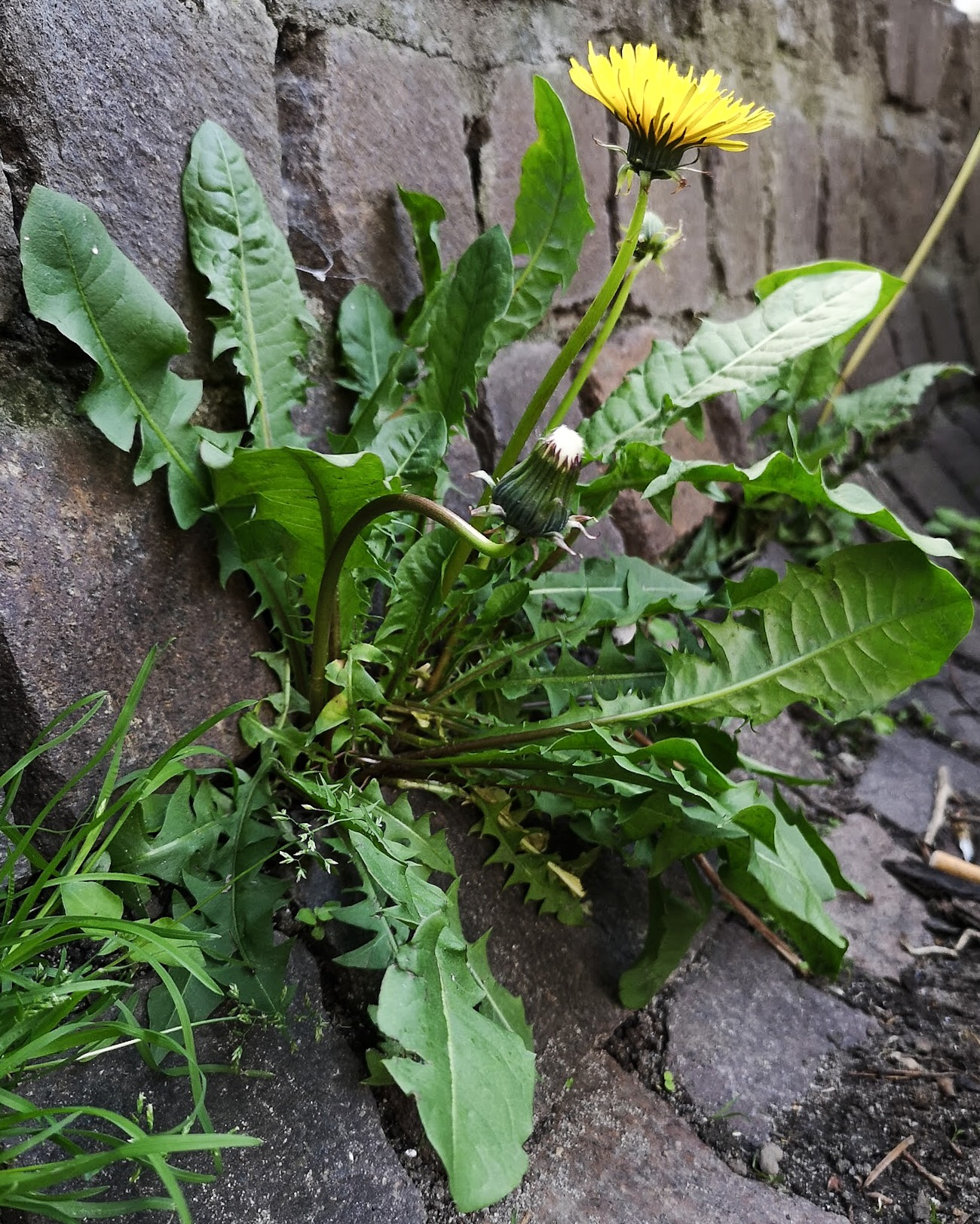
Gewöhnlicher Löwenzahn in Mauerritze

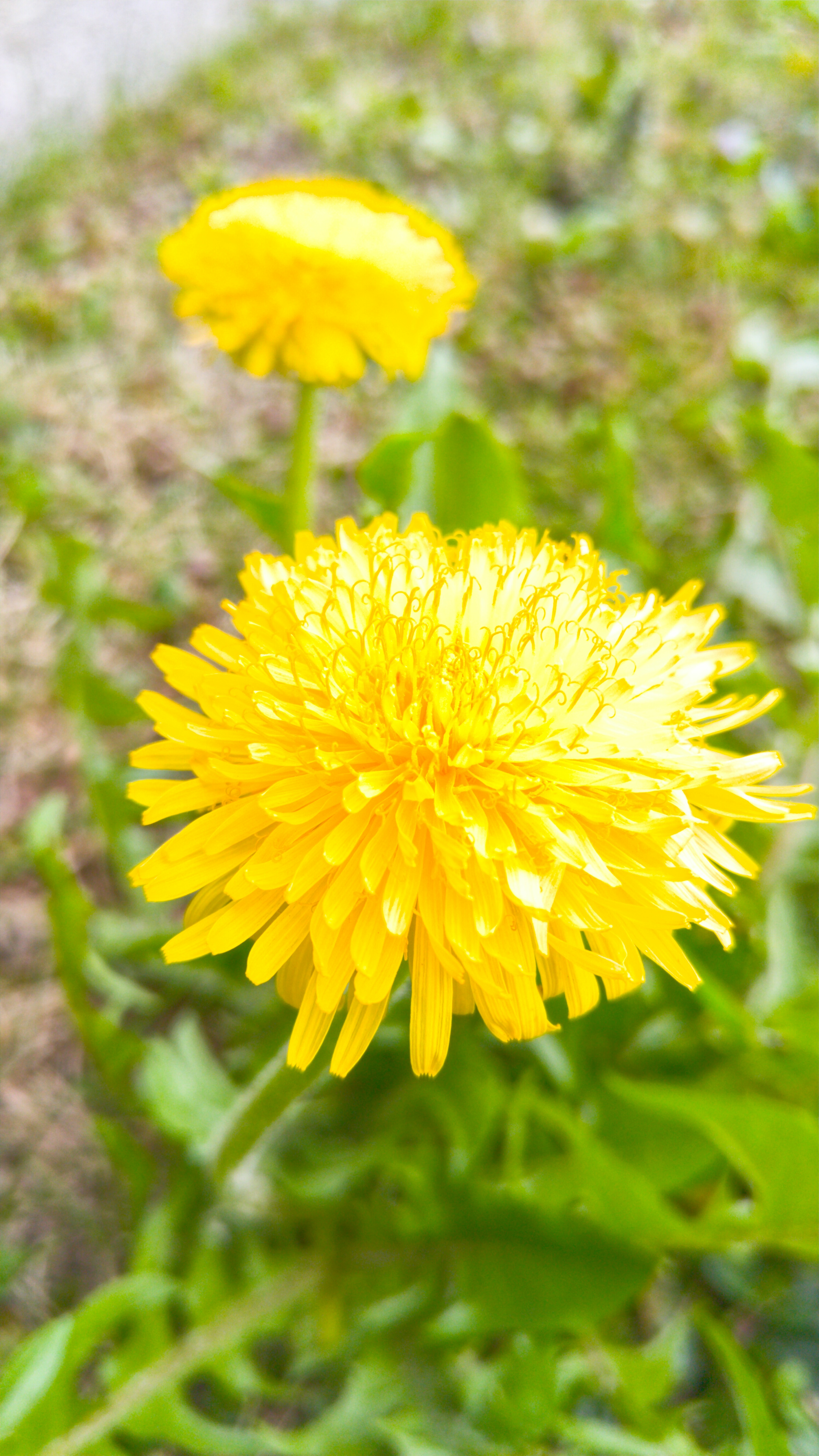
Löwenzahn der Gattung Taraxacum

Der Gewöhnliche Löwenzahn (Taraxacum sect. Ruderalia; früher Taraxacum officinale L.) stellt eine Gruppe sehr ähnlicher und nah verwandter Pflanzenarten in der Gattung Löwenzahn (Taraxacum) aus der Familie der Korbblütler (Asteraceae) dar. Meist werden diese Pflanzen einfach als Löwenzahn bezeichnet, wodurch eine Verwechslung mit der Gattung Löwenzahn (Leontodon) möglich ist.

## Beschreibung
Der Löwenzahn ist eine ausdauernde krautige Pflanze, die eine Wuchshöhe von 10 cm bis 30 cm erreicht und in allen Teilen einen weißen Milchsaft enthält. Seine bis zu 1 Meter (selten auch bis 2 Meter) lange, fleischige Pfahlwurzel ist außen dunkelbraun bis schwarz. Sie geht in eine kurze, stark gestauchte Sprossachse über, auf der die Blätter dicht in einer grundständigen Rosette stehen. Nach einer Verletzung des Vegetationspunktes regeneriert sich die Pflanze aus der Wurzel und bildet dann meist mehrere Blattrosetten. Die 10 bis 30 cm langen Blätter sind eiförmig bis eilanzettlich, unregelmäßig stark gelappt und tief eingeschnitten und gezahnt (auch schrotsägeförmig genannt). Einschnitte und Zähne sind von der Basis bis zu etwa zwei Drittel der Länge stark, weiter zur Blattspitze häufig geringer ausgeprägt.

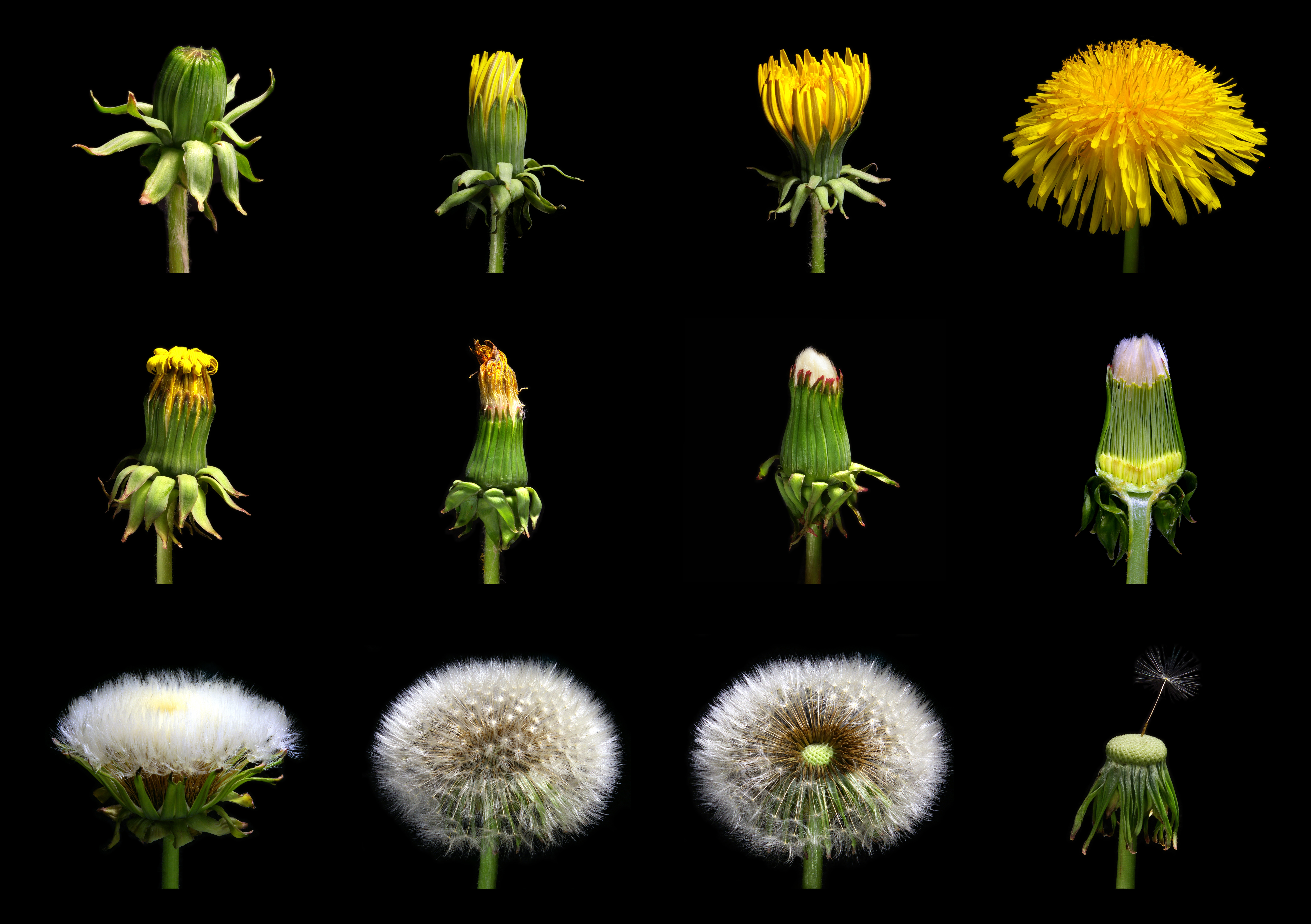
Löwenzahn

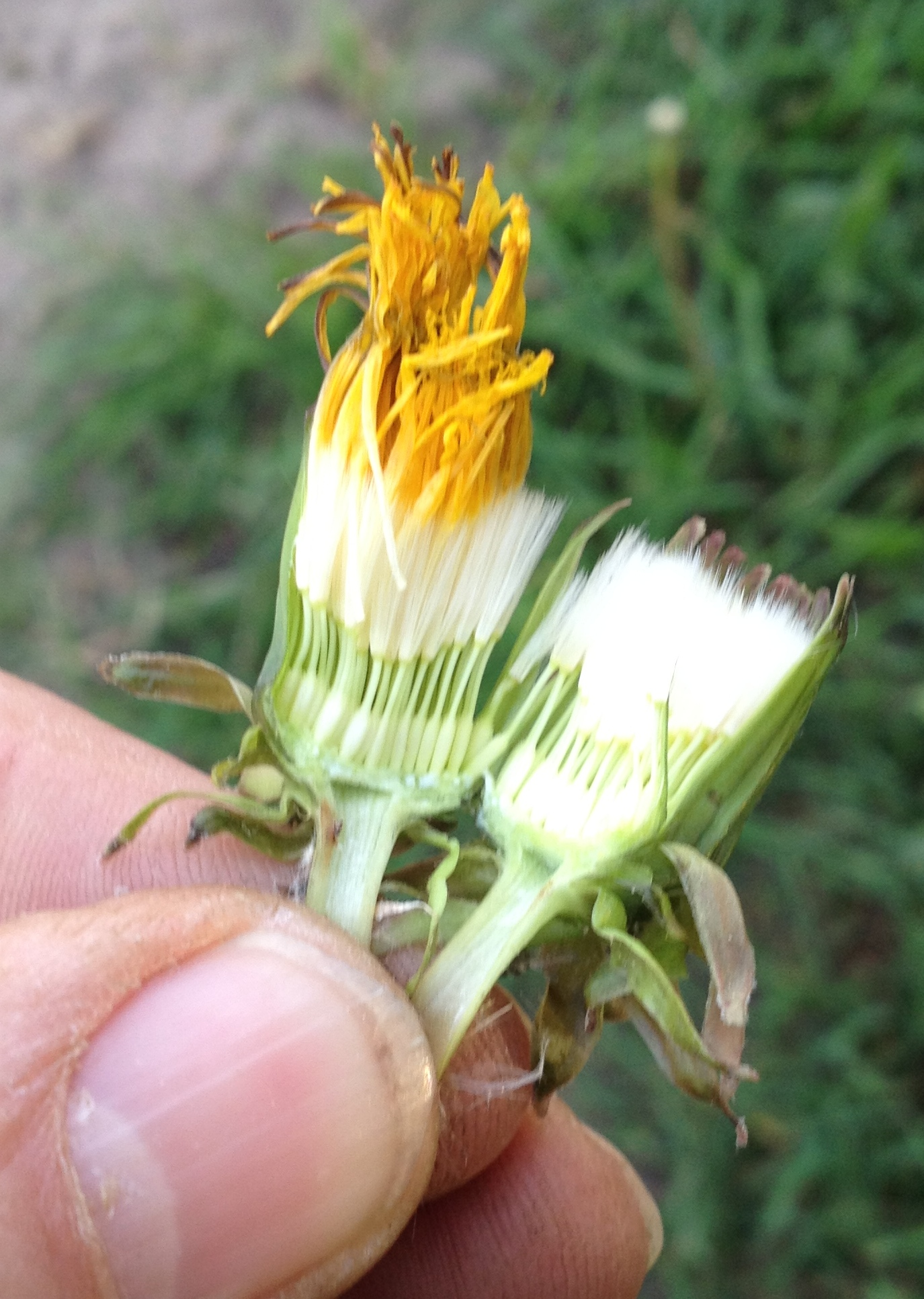
Übergangsstadium: aufgetrennter Blütenstand kurz vor Fruchtreife; li. nativ, re. verblühte Blütenhüllen aus noch unreifen Flugschirmen gezupft

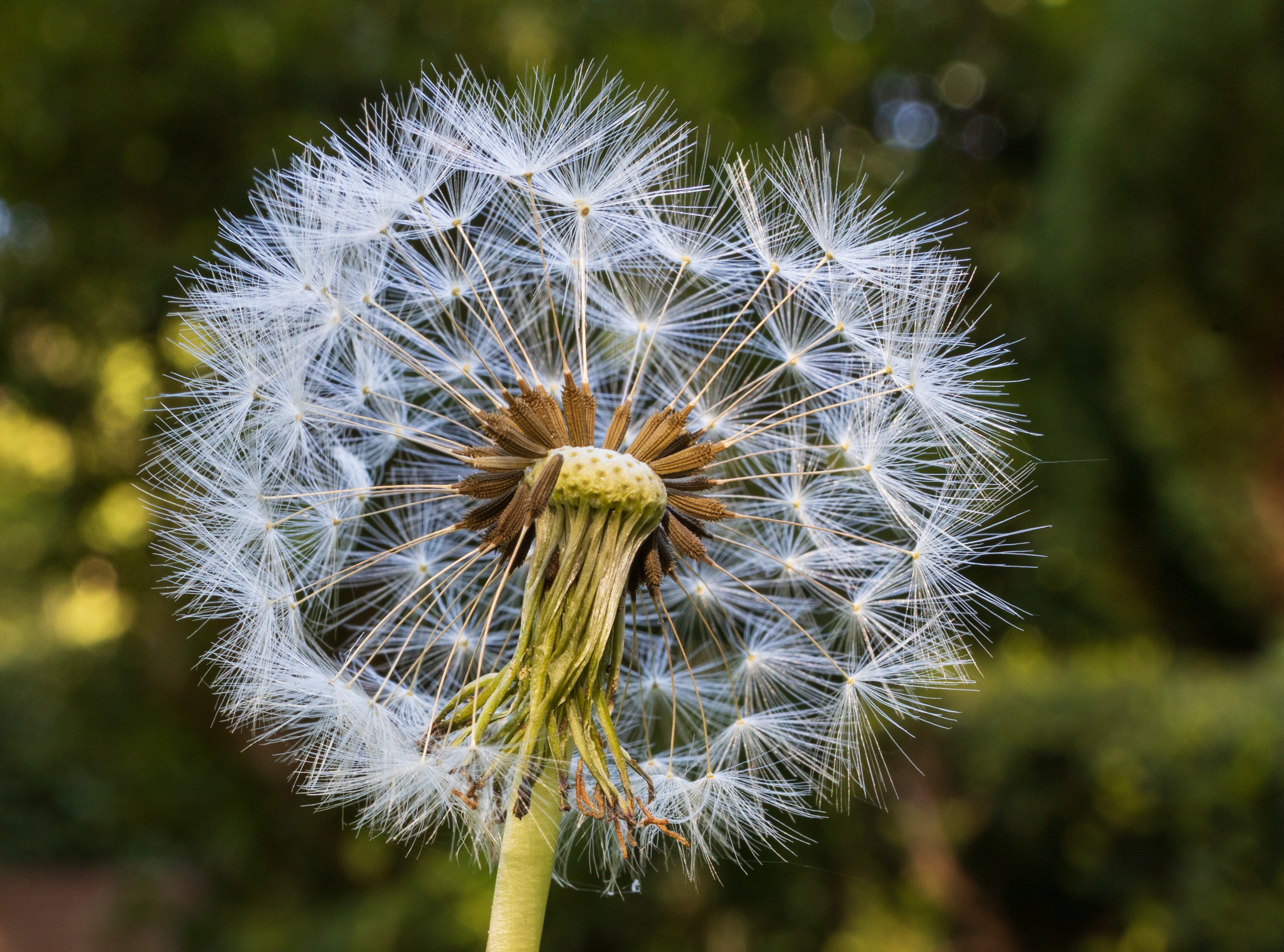
Detailaufnahme einer reifen Löwenzahnpflanze (Pusteblume)

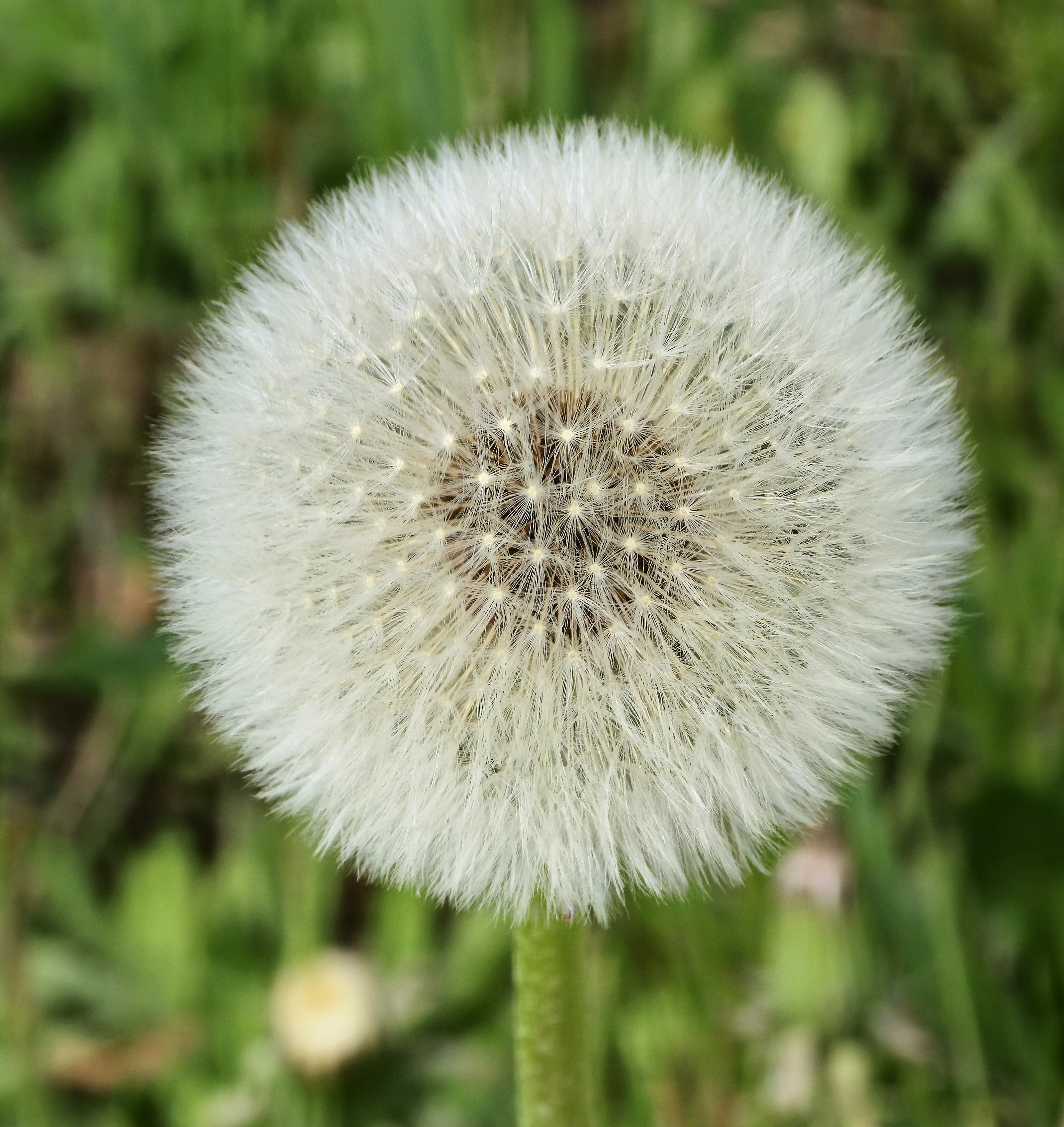
Löwenzahnpflanze in voller Fruchtreife

Den Blattachseln entspringen meist mehrere, bis zu 60 cm lange Blütenstandsstiele. Jeder ist eine blattlose, außen schwach befilzte, hohle Röhre. An ihrem oberen Ende stehen dicht spiralig verteilt 30 bis 40 abstehende Hochblätter, die bald austrocknen. Darüber bildet ein Wirtel aus Hüllblättern einen anfangs geschlossenen Schutz um die Blütenstandsknospe. Die Hüllblätter öffnen und schließen sich schützend mit dem Blütenstand und bleiben bis zur Fruchtreife grün. Der Blütenstand ist eine Scheinblüte, in der viele gelbe Zungenblüten zu einem tellerförmigen Körbchen von etwa drei bis fünf Zentimeter Durchmesser zusammengefasst sind. In ihm öffnen sich die Einzelblüten ringförmig von außen nach innen. In der mehrere Tage währenden Blütezeit schließt sich der Blütenstand jeweils bei Nacht, Regen oder Trockenheit und schließlich beim Verblühen. Nach mehreren Tagen öffnen sich die Hüllblätter letztmals bei Fruchtreife und entlassen zuerst die eingetrockneten und abgestoßenen Blütenhüllen der Zungenblüten. Die Früchte – schlank tonnenförmige, mit haarigen Flugschirmen (Pappus) ausgestattete Achänen – werden durch den Wind verbreitet (Schirmflieger). Im Volksmund trägt die Pflanze daher auch den Namen Pusteblume.
In Mitteleuropa ist die Hauptblütezeit von April bis Mai. In deutlich geringerer Anzahl erscheinen Blüten auch noch bis in den Herbst.
Da einige Merkmale sehr plastisch sind, können sich die einzelnen Pflanzen stark den jeweiligen Standorten anpassen. So produzieren Pflanzen an ungestörten Standorten lange, schräg aufrecht gehaltene Blätter und bis zu 50 cm lange, aufrechte Blütenstandstiele. Pflanzen auf begangenen Wegen oder häufig gemähten Wiesen haben dagegen viel kürzere, dicht dem Boden aufliegende Blätter und niederliegende, manchmal nur wenige Millimeter lange Blütenstandstiele.

## Analytik der Inhaltsstoffe
Zur Bestimmung der Inhaltsstoffe – speziell des Milchsafts – kommen sowohl spektroskopische als auch chromatographische Verfahren auch in Kopplung mit der Massenspektrometrie zum Einsatz. Als Hauptbestandteile konnten phenolische Inositolester, Triterpenacetate und Sesquiterpenoide nachgewiesen werden. In den Wurzeln und im Kraut wurden phenolische Säuren und Flavonoide gefunden. Antimikrobiell wirksame Substanzen konnten aus den Wurzeln durch chromatographische Verfahren isoliert werden. Auch für die Bestimmung charakteristischer Substanzen in Honigen des Löwenzahns und für forensische Fragen kommen die oben genannten Methoden nach adäquater Probenvorbereitung zum Einsatz.

## Krankheiten
Der Gewöhnliche Löwenzahn wird von den Rostpilzen Puccinia variabilis, Puccinia silvatica und Puccinia taraxaci befallen. Der weit verbreitete Pilz Sclerotium rolfsii besiedelt ebenfalls den Löwenzahn.

## Systematik und Verbreitung
Der Gewöhnliche Löwenzahn stammt ursprünglich aus dem westlichen Asien und Europa, ist aber, auch durch menschliches Zutun, weit auf der Nordhalbkugel verbreitet. Auf der Südhalbkugel kommt er nur sporadisch und dann ausschließlich infolge einer Verschleppung vor. Löwenzahn kommt in großen Mengen auf Grünland in der Landwirtschaft vor, welches stark gedüngt wurde mit Tiergülle, also auf Böden mit sehr viel Nitrat, das andere Pflanzen nicht vertragen.
In Mitteleuropa ist er ein häufiges Wildkraut auf Wiesen, an Wegrändern und in Gärten. Als Ruderalpflanze besiedelt er schnell Brachflächen, Schutthalden und Mauerritzen. Er wächst in Gebieten mit einer jährlichen Durchschnittstemperatur von 5 bis 26 °C und einem jährlichen Durchschnittsniederschlag von 0,3 bis 2,7 m auf Böden mit einem pH-Wert von 4,2 bis 8,3. Im Gebirge kommt er bis in Höhenlagen von 2800 m ü. NN vor, bleibt dort aber deutlich kleiner als im Flachland.
Da, wie weiter unten erklärt, die Populationen des Gewöhnlichen Löwenzahns nur schwer mit den herkömmlichen Konzepten einer Art zu erfassen sind, wurden sie zur Sammelart Taraxacum officinale agg. (G. H. Weber ex Wiggers) zusammengefasst. Da diese aber wiederum wegen vieler Übergangsformen nicht von anderen Sammelarten zu trennen ist, werden nun alle Pflanzen gemeinsam als Sektion Ruderalia der Gattung Taraxacum bzw. als Sektion Taraxacum bezeichnet. Je nach Autor wird die Anzahl der anzuerkennenden Arten dieser Sektion zwischen eins und mehreren tausend angegeben.

### Ploidiestufen

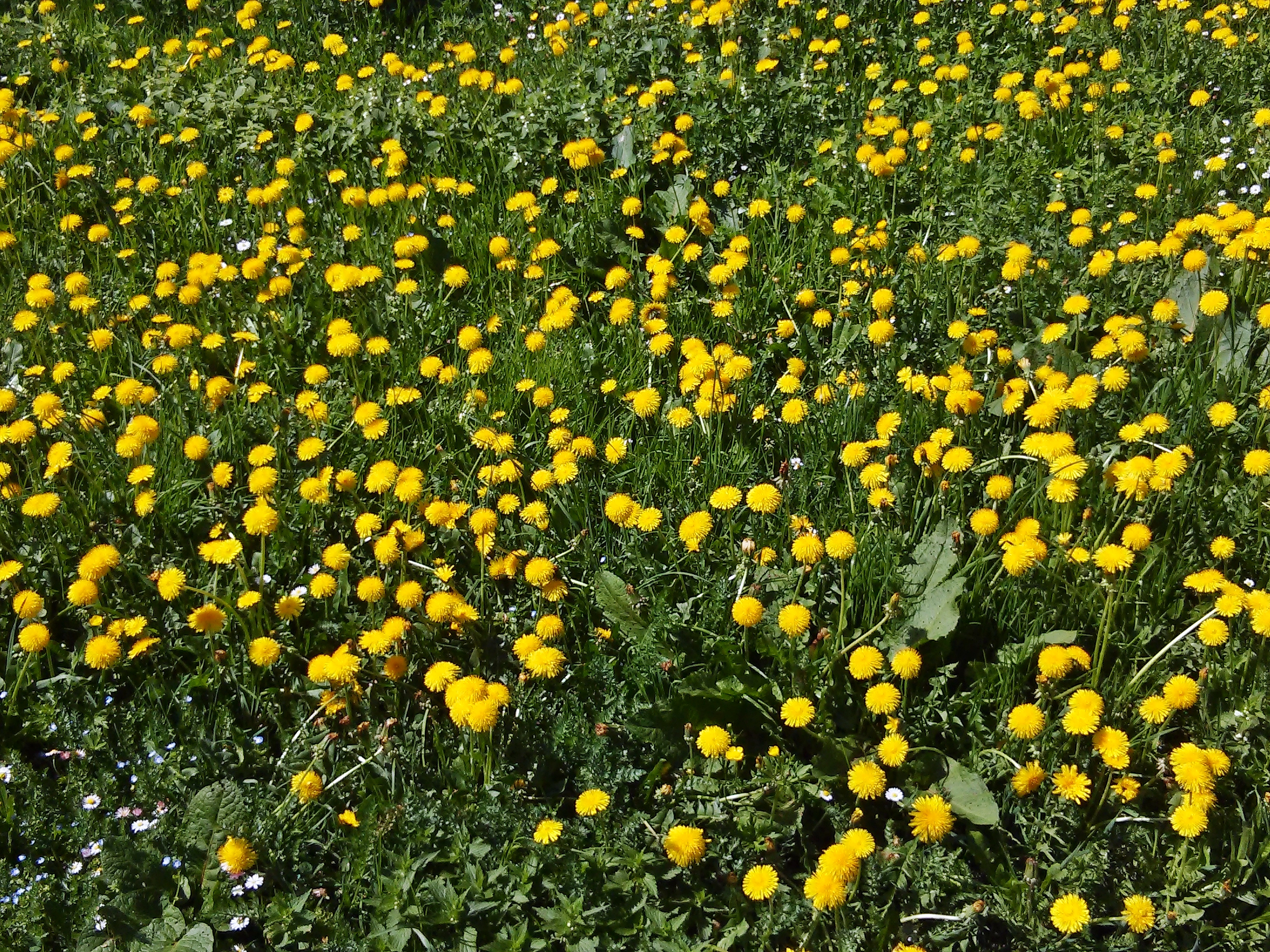
Löwenzahnwiese im April

Die Pflanzen kommen, geographisch unterschiedlich verteilt, in mehreren Ploidiestufen mit jeweils anderen Eigenschaften vor.
- Diploide Pflanzen (2n = 16), die im südlichen Verbreitungsgebiet vorherrschen, sind fertil. Sie sind selbstinkompatibel und tauschen in der üblichen Weise ihre Gene mit anderen diploiden Pflanzen aus.
- Triploide Pflanzen, die im nördlichen Verbreitungsgebiet vorherrschen, sind apomiktisch: Sie produzieren mittels Agamospermie (d. h. ohne vorherige Befruchtung) Samen, aus denen anschließend genetisch identische Kopien (Klone) der Mutterpflanze entstehen. Da dabei keine Durchmischung der Gene stattfindet, können sich Mutationen, die sich z. B. in Länge und Form der Hochblätter oder Musterung der Blütenstandsstiele äußern, rasch durchsetzen und geographisch weit verbreiten. Da die triploiden Pflanzen von der sexuellen Fortpflanzung abgekoppelt sind, ihre Gene also nicht mit anderen Pflanzen austauschen, können alle ihre Mutationsformen nach dem biologischen und populationsgenetischen Artkonzept als eigenständige Arten verstanden werden. Die meisten, wenn nicht fast alle der beschriebenen Arten sind solche apomiktischen Mutanten.
- Tetraploide Pflanzen sind in geringer Anzahl vorwiegend im nördlichen Verbreitungsgebiet vertreten. Werden diploide Pflanzen mit ihren Pollen befruchtet, entstehen überwiegend triploide Nachkommen.
- Aneuploide Pflanzen kommen ebenfalls in geringer Anzahl vor. Sie sind meist apomiktisch und können bei geeigneter Genkonstellation fertil sein.

### Eine Art der anderen Art

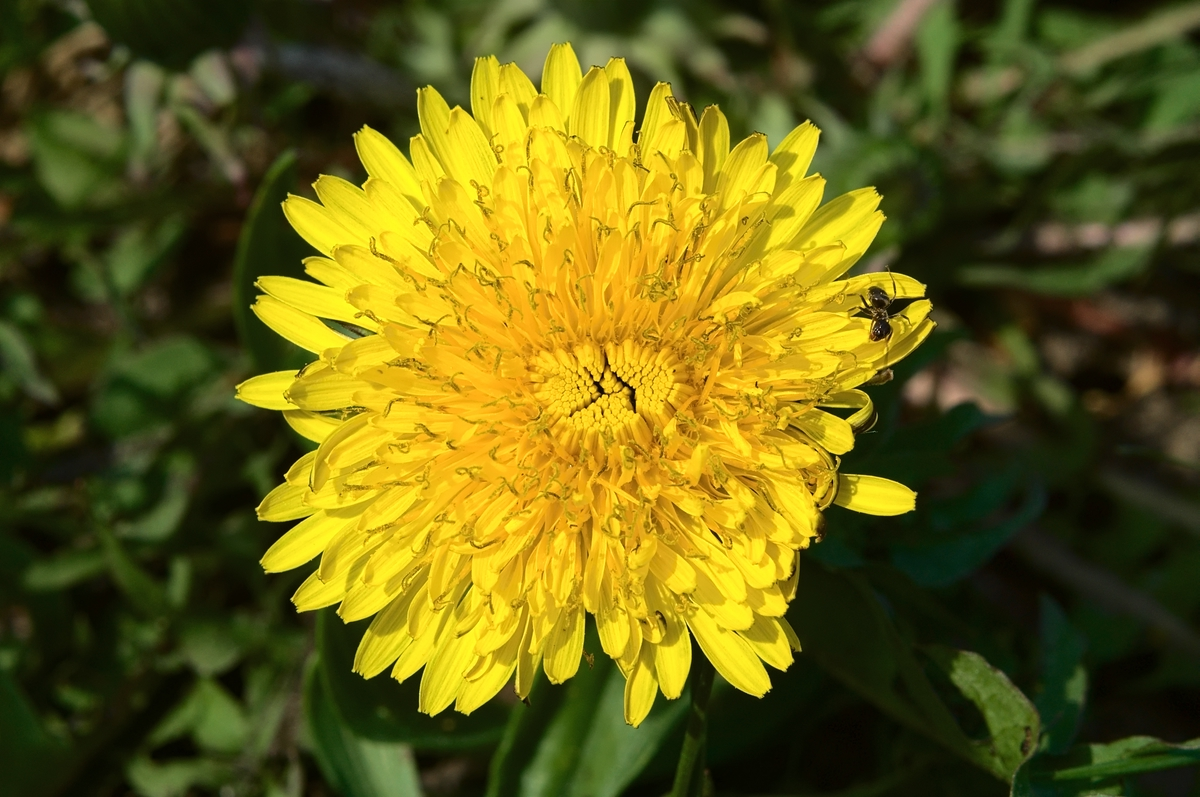
Taraxacum officinale

Wie Untersuchungen verschiedener Populationen zeigen, enthalten sie niemals Pflanzen nur einer, sondern immer mehrerer Ploidiestufen. Bei einer näher untersuchten Population in den Niederlanden wurden beispielsweise 31 % diploide, 68 % triploide und knapp ein Prozent tetraploide Pflanzen gefunden. Zudem wurden große genetische Ähnlichkeiten zwischen diploiden und triploiden Pflanzen sowie viele Übergangsformen und natürliche Hybriden zwischen beschriebenen Arten beobachtet. Ungewöhnlich erscheint auch, dass triploide Pflanzen, obwohl sie keine Bestäuber benötigen, dennoch Nektar produzieren. Dieses spricht dafür, dass die triploiden Pflanzen erst vor so kurzer Zeit entstanden sind, dass die energieverschwendende Nektarproduktion im Laufe der Evolution noch nicht eingestellt werden konnte.
Die Gesamtheit dieser isoliert betrachtet seltsamen Phänomene erklärt sich dadurch, dass die Pflanzen ihre Ploidiestufen zyklisch wechseln: Diploide Pflanzen haben relativ häufig tetraploide Nachkommen. Mit Pollen tetraploider Pflanzen befruchtete diploide Pflanzen haben häufig triploide Nachkommen. Triploide Pflanzen vermehren sich zwar nicht sexuell, sammeln aber Mutationen an und verbreiten sich stark durch vegetative Vermehrung. Durch Genabbau, direkt über aneuploide Zwischenstufen, entstehen aus ihnen wieder diploide Pflanzen, die die angesammelten Mutationen im Genpool verteilen. Wird also die Gesamtheit aller Löwenzahnpflanzen in der Sektion Ruderalia betrachtet, kann sie als eine einzige Art verstanden werden, in der einige Mitglieder – zeitweise – nicht an der sexuellen Fortpflanzung beteiligt sind. Der für den Wechsel der Ploidiestufen verantwortliche „Schalter“, die Häufigkeit und Dauer der Zyklen sowie der Grund für das Nord-Süd-Gefälle in der Häufigkeitsverteilung der Ploidiestufen sind noch nicht bekannt.

### Verwechslungsmöglichkeiten
Der Gewöhnliche Löwenzahn ist sehr leicht mit Pflanzen anderer Sektionen der Gattung Taraxacum zu verwechseln, da diese sehr ähnlich aussehen und manchmal nur durch die Form der Samen unterschieden werden können. Auch die ebenfalls Löwenzahn genannten Arten aus der Gattung Leontodon sowie das Gewöhnliche Ferkelkraut sind sehr ähnlich. Die Blütenstandsstiele dieser Pflanzen sind jedoch nicht hohl.
Im Gegensatz zur Gattung Taraxacum, bei der die mit haarigen Flugschirmen ausgestatteten Achänen Schirmflieger sind, sind die Achänen bei der Gattung Leontodon nicht geschnäbelt, das heißt, der Pappus sitzt nicht auf einem Stiel. Die gelblich-weißen bis hellbraunen Borstenhaare des Pappus sind mit kleinen Härchen besetzt (gefiedert); sie stehen in ein bis zwei Reihen. Die Borstenhaare des äußeren Kranzes können zu Borstenschuppen reduziert sein.

## Verwendung

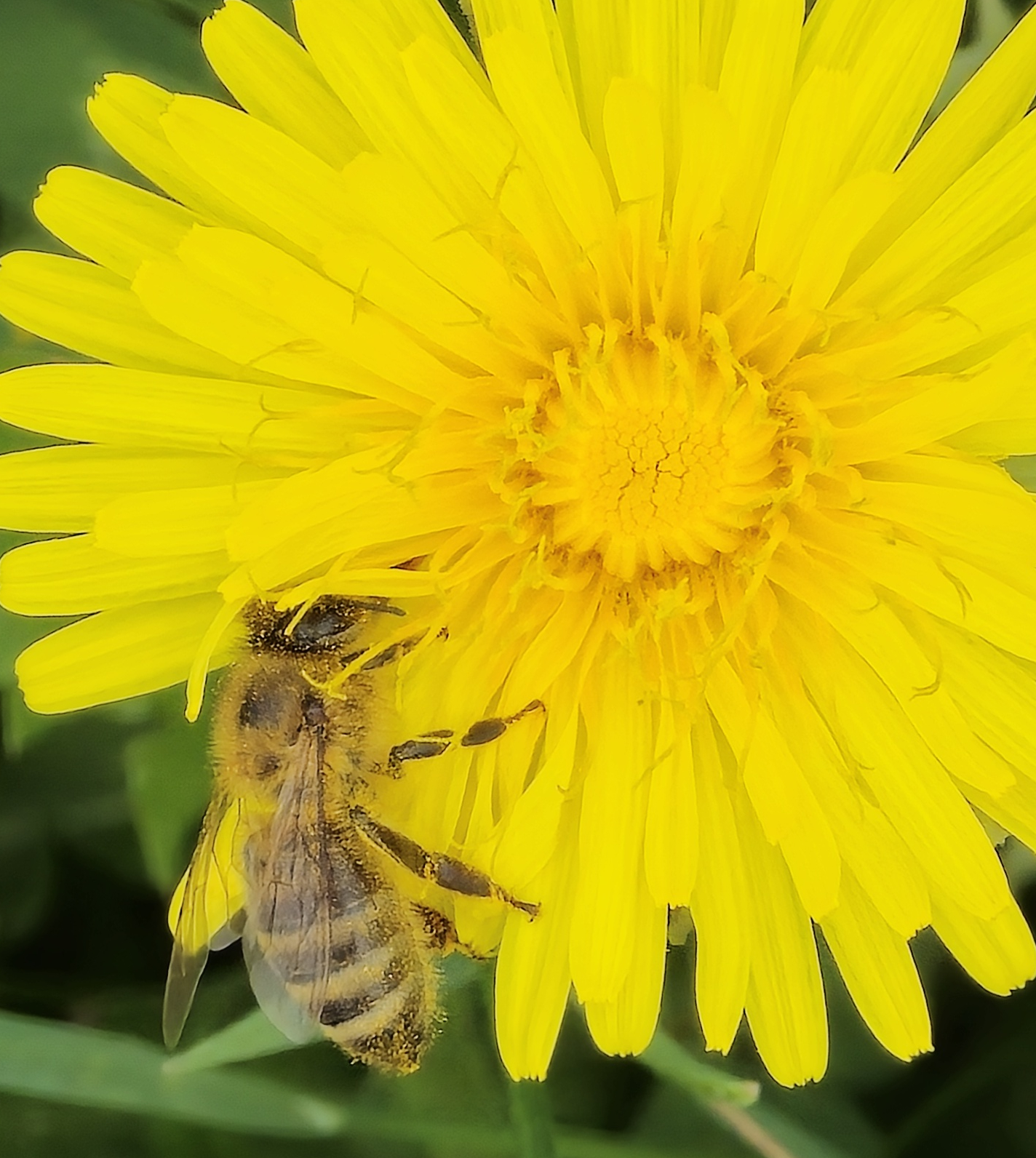
Honigbiene auf Löwenzahn

Durch das frühe Erscheinen seiner Blüten ist der Löwenzahn eine wichtige Bienenweide, die der Entwicklung der Bienenvölker im Frühjahr dient, bei größeren Vorkommen aber auch eine Frühtracht-Honigernte ermöglichen kann. Löwenzahnhonig hat ein kräftiges Aroma, ist im frischen Zustand goldgelb und dickflüssig und kristallisiert feinkörnig zu einem dann gelblichen Honig aus. Für ein Kilogramm Honig muss ein Bienenvolk über 100.000 Löwenzahnblüten besuchen.
Vor allem Kinder bedienen sich des Blütenstandstieles, der, an einem Ende gespleißt, eine Minitröte ergibt. Reißt man den Blütenstandsstiel in Streifen und legt diese anschließend ins Wasser, bilden sich durch die unterschiedliche Saugfähigkeit der inneren und äußeren Wand Spiralen. Die Innenwand quillt stärker und bildet dadurch das Kurvenäußere.

### Nahrungs- und Genussmittel

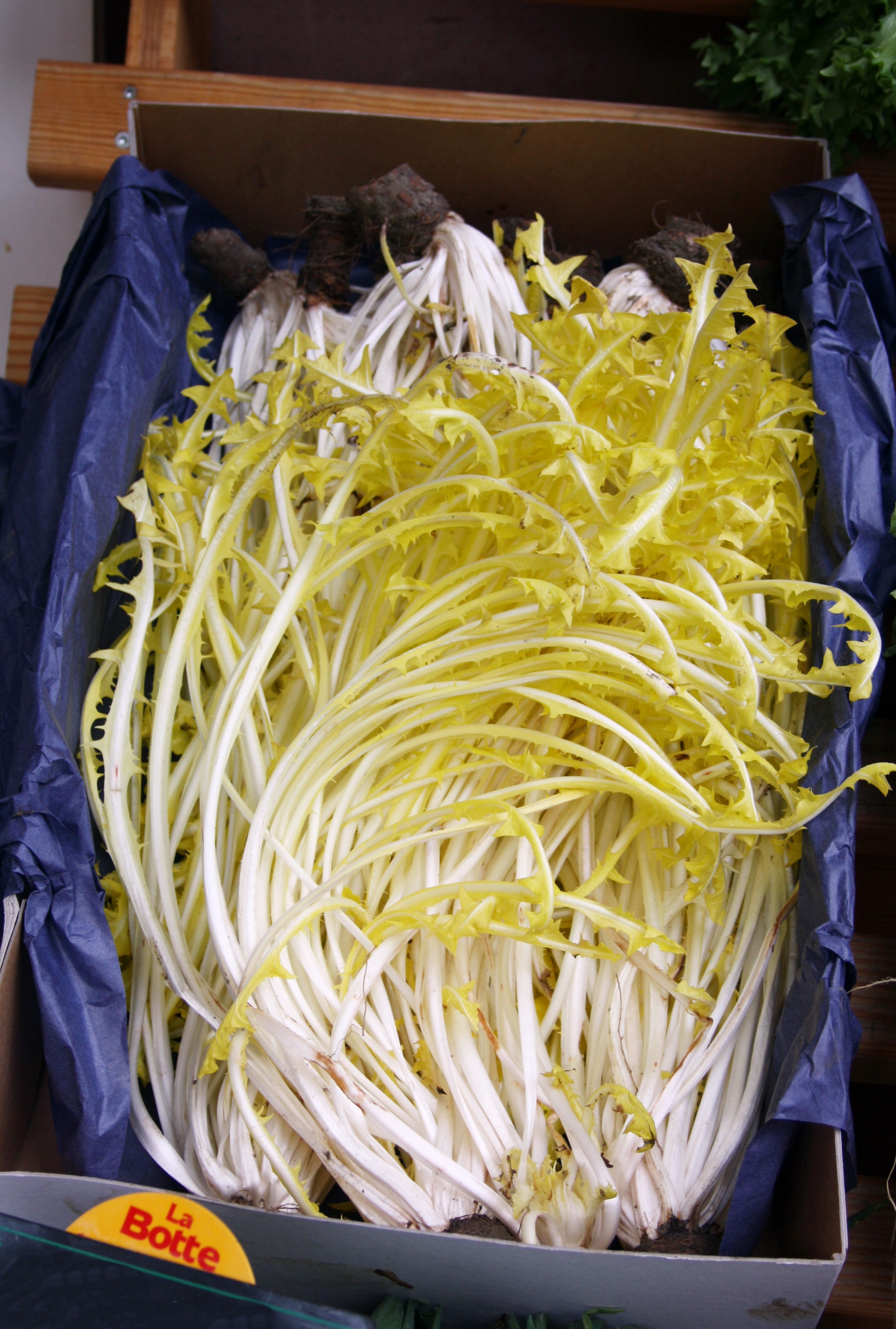
Gebleichter Löwenzahn im Gemüsegeschäft

Die gelben Blüten eignen sich zur Herstellung eines honigähnlichen Sirups oder Gelees (französisch cramaillotte, mit Orange, Zitrone und Zucker) als Brotaufstrich. Die jungen, nur leicht bitter schmeckenden Blätter können als Löwenzahnsalat verarbeitet werden (Österreich: „Röhrlsalat“). Die Wurzel kann ebenfalls als Salat verarbeitet oder gekocht werden. Aus der getrockneten und gerösteten Wurzel der Pflanze wurde in den Nachkriegsjahren ein Ersatzkaffee hergestellt (Zichorienwurzelersatz).

### Medizin und Volksheilkunde
Folgende Pflanzenteile werden verwendet:
- Löwenzahnkraut, Taraxaci folium (syn. Folium taraxaci, Herba taraxaci, Taraxaci herba)
- Löwenzahnwurzel, Taraxaci radix (syn. Radix lentis leonis, Radix taraxaci)
- Löwenzahnwurzel mit Kraut, Taraxaci herba cum radice (syn. Taraxaci radix cum herba, Herba taraxaci cum radice, Radix taraxaci cum herba).

#### Wirkstoffe
Die Hauptwirkstoffe sind Sesquiterpenlactone-Bitterstoffe (Tetrahydroridentin B, Taraxacolid-β-D-glucosid und andere), ein Phenolcarbonsäurederivat (Taraxosid), und Triterpene (Taraxasterol und dessen Derivate); ferner hohe Kaliumkonzentrationen (bis zu 4,5 %) und Inulin (im Herbst bis zu 40 %). Neuere Forschungsarbeiten aus dem Bereich der Ethnopharmakologie untersuchen die physiologischen Eigenschaften des Taraxasterols. Die Sesquiterpenfraktion scheint für die beobachtete leberschützende (hepatoprotektive) Wirkung verantwortlich zu sein und zeigt potentielle chemoprotektive Effekte. Für Extrakte aus Löwenzahn konnte sowohl eine hemmende Wirkung auf das Größenwachstum und die Verbreitung (Invasivität) von Prostata- und Brustkrebszellen als auch eine apoptosefördernde Wirkung bei Leberkarzinomzellen, Leukämiezellen und Pankreaskrebszellen nachgewiesen werden. Im Tierversuch zeigte sich eine leistungssteigernde und erschöpfungswidrige Wirkung nach der Gabe eines Löwenzahnextraktes, wobei ein verzögertes Absinken der Blutzuckerwerte bei gleichzeitigem verzögertem Anstieg der Triglycerid- und Lactatwerte auffiel. Der Gehalt an Vitamin C beträgt etwa 68 mg pro 100 g Löwenzahnblättern.

#### Anwendung
Die wichtigsten Wirkstoffe des Löwenzahns sind die Bitterstoffe. Sie fördern allgemein die Sekretion der Verdauungsdrüsen. Daneben wurde auch eine harntreibende Wirkung nachgewiesen, die möglicherweise auf die hohe Kaliumkonzentration zurückzuführen ist. Anwendung findet die Heilpflanze bei Appetitmangel, Verdauungsbeschwerden mit Völlegefühl und Blähungen, bei Störungen im Bereich des Gallenabflusses und zur Anregung der Harnausscheidung bei entzündlichen Erkrankungen und Steinbildung. Die Volksheilkunde nutzt die Droge außerdem als leichtes Abführmittel, bei Diabetes mellitus, bei rheumatischen Erkrankungen und Ekzemen. Verarbeitet werden auch die frischen jungen Blätter zu Frühjahrskuren als Salat, Presssaft oder als Bestandteil im Smoothie. Die im Herbst geernteten inulinreichen Wurzeln dienen (heute wieder) geröstet als Kaffee-Ersatz.
Gegenanzeigen sind Gallensteinleiden sowie Verschluss der Gallengänge. Häufiger Kontakt mit dem Milchsaft der Pflanze kann zu Kontaktdermatitis führen. In der Volksmedizin wird der Stängelsaft aber auch als Heilmittel gegen Warzen und Hühneraugen empfohlen.

### Kautschukersatz
Während des Zweiten Weltkriegs wurde Löwenzahn in der Sowjetunion und im Deutschen Reich (hier unter dem Projekt Kok-Saghys) als Kautschukersatz verwendet. Unter anderem wurde 1942 im KZ Auschwitz eine Forschungsstation für Pflanzenkautschuk eingerichtet, in der 150 bis 250 Zwangsarbeiter eingesetzt wurden.
Aufbauend auf den Forschungsleistungen wird Löwenzahn seit einigen Jahren wieder als potenzielle Rohstoffpflanze für Kautschuk betrachtet und in Europa und Nordamerika erforscht. Ziel der Forschungen ist es, aus dem Russischen Löwenzahn (Taraxacum kok-saghyz) verwertbaren Löwenzahnkautschuk als Alternative zum heute gebräuchlichen Naturkautschuk aus dem Milchsaft des Kautschukbaums (Hevea brasiliensis) und synthetischen Kautschuk zu gewinnen.

## Trivialnamen
Die vielen mundartlichen und umgangssprachlichen Bezeichnungen des Löwenzahns spiegeln seine Verbreitung und Bedeutung wider. Einige dieser Namen beziehen sich auf seine harntreibende Wirkung (Diuretikum): Bettnässer, Bettpisser, Bettschisser, Bettseecher, Bettsoicher, Brunsblume, Bumbein, Bumbellebüsch, Bumbaum, Hundeblume, Hundsblume, Kuhblume, Moadogga, Mühlenbuschen, Pissblume (niederländisch pissebloem), Pisser, Pissnelke, Pusteblume, Rahmstock, Ringelstock, in der Schweiz Chrottepösch(e), Weihfäcke (Federn einer Weihe), Milchblueme oder Söiblueme, in Frankreich pissenlit, Maistöckel (Oberlausitz). Einige Bezeichnungen wie Maistock beziehen sich auch vor allem auf den Zeitraum der ersten Blüte.
In Teilen Norddeutschlands wird der Löwenzahn während der Blüte als Butterblume oder Butterstecker bezeichnet. Der schweizerdeutsche Name Söiblueme („Saublume“) bringt zum Ausdruck, dass manche Bauern diese Pflanze nicht gern in ihren Wiesen sehen, wo sie sich allzu sehr breit macht. Im Kanton Schaffhausen (CH) wird der Löwenzahn auch Häälestock genannt, im Kanton Appenzell Innerrhoden (CH) Sonnwendlig, weil sich die Blüte im Laufe eines Tages immer nach der Sonne wendet. Bei den bäuerlichen Muotathaler Wetterschmöckern gilt der Löwenzahn als Wetterzeichen: Wenn er gegen Abend noch offen ist, gibt es eher schlechtes Wetter. Im Rheinland wird gelegentlich der Begriff Kettenkraut verwendet, der darauf zurückzuführen ist, dass sich Kinder durch das Zusammenstecken der hohlen Stängel Ketten basteln.
Die im Itzgründischen verbreitete Bezeichnung Mellichstöck bzw. Millichstöck spielt auf den Milchsaft an. Die traditionelle Südthüringer Küche kennt zudem gleich mehrere Gerichte, in denen Löwenzahn verwertet wird. In Lauscha wird am ersten Samstag im Mai der Mellichstöckdooch begangen, an dem diese Gerichte vorgestellt und angeboten werden. Hier wird die blühende Pflanze zusätzlich als Laüsblömla („Läuseblümchen“) bezeichnet.
In der Vogtländischen Mundart (Vogtland – Region in Sachsen) werden die Pflanzen des Löwenzahns auch „Hosnblaatle“, also Hasenblätter bezeichnet, da sie als Tiernahrung unter anderem für Hasen und Kaninchen dienen.

## Löwenzahn auf Banknoten

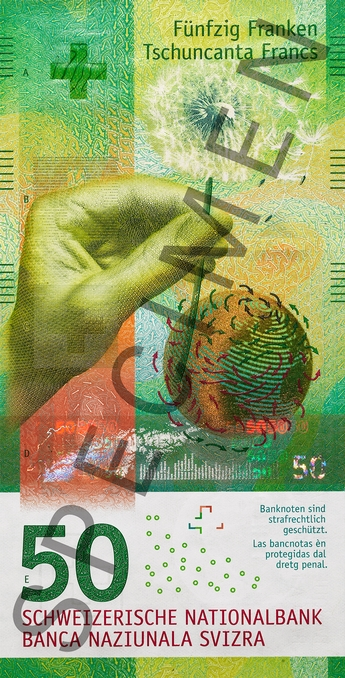
50-Franken-Note der neunten Serie (2016)

Auf der Rückseite der 500-DM-Banknote war ab 1992 ein Löwenzahn aus einem Buch von Maria Sibylla Merian von 1679 abgebildet, auf dem eine Raupe und ein Falter des Grauen Streckfußes sitzen.
Auf der von Manuela Pfrunder entworfenen 50-Franken-Note der neunten Serie (2016) ist auf der Vorderseite eine von einer Hand gehaltene Löwenzahnblüte abgebildet.

## Als Logo
Die österreichische Sektion der Klimaaktivistengruppe Letzte Generation verwendet eine stilisierte Löwenzahnpflanze samt Blättern als Logo.

## Trivia
In Jörg Weigands Erzählung 'Löwenzahn' wird diese Pflanze, als Beispiel für die Natur, als Überlebenskünstlerin präsentiert. Auch dort, wo es in Städten nur Beton und Asphalt gibt, lebt und überlebt sie.
Die Pflanze ist Namensgeberin für die ZDFtivi-Sendung Löwenzahn.